# 박병주 (1942년)
박병주(한국 한자: 朴炳柱, 1942년 2월 20일 ~ )는 대한민국의 전 축구 선수 및 지도자이다.

## 선수 경력
특히 늦동이 축구 선수로 통하고 있는데 1963년 군에 입대할 때까지만 해도 축구 선수가 아니었기 때문이다. 이듬 해 소속 부대 선수로 당시 제일모직과 연습 경기를 하던 중 문정식 감독의 눈에 들어 1965년 12월 제일모직에 입단한 이색 경력을 갖고 있다. 1969년 8월 서울은행의 창단 멤버가 되었다.

## 국가대표팀 경력
1969년부터 1973년까지 국가대표로 활약하였다.

## 지도자 경력
1976년 서울은행(전 서울신탁은행) 감독을 맡아 팀을 실업 리그 강호로 이끌었다.
1996년 12월 안양 LG 치타스 (현 FC 서울)감독을 맡았으며 고별전에서 FA컵 우승하고 지휘봉을 조광래 감독에게 넘긴 후 1998년 11월 25일 사임하였다.

## 해설위원 경력
KBS 축구 해설 위원으로 한국이 두 번째로 월드컵에 출전한 1986년 멕시코 월드컵 축구 대회 기간 동안 현지에서 개막전 이탈리아 대 불가리아 전을 비롯해서 같은 A조 한국 팀 3경기를 현지 진행했다. 이후 KBS 멕시코 월드컵 대회 결산 특집 프로그램 '결산 멕시코 월드컵 축구' 편에서 세계 축구의 흐름과 분석 그리고 한국 축구의 나아갈 방향을 제시 하였다.
1993년 12월 지휘봉을 놓은 그는 스포츠 전문지에서 해설위원으로 활동하였다.

## 방송 기술의 발달과 월드컵 대회
1954년 스위스 월드컵 대회는 유럽 대륙에 처음으로 TV로 경기가 중계된 대회였으나 TV 보급률이 낮았으며 큰 관심을 이끌지 못 했다. 1966년 잉글랜드 월드컵 대회는 비디오를 이용해 BBC가 TV로 경기 리플레이를 활용하여 시청자들의 관심을 높였으며 인공위성의 등장으로 전세계에 월드컵 축구가 칼라로 중계방송된 첫 대회는 1970년 멕시코 대회였다. 이 대회에는 이스라엘이 아시아를 대표해서 출전했다.

## 수상 내역

### 감독
안양 LG 치타스
- FA컵 우승 1회 : 1998